# Etoile-Sporting La Chaux-de-Fonds
Étoile-Sporting La Chaux-de-Fonds is een Zwitserse voetbalclub uit La Chaux-de-Fonds.

## Geschiedenis
De club werd in 1898 opgericht en promoveerde in 1909 naar de hoogste klasse. In 1911/12 werd Etoile groepswinnaar met één punt voorsprong op Old Boys Basel en plaatste zich zo voor de eerste keer voor de eindronde om de landstitel. De club won met 3-1 van Servette Genève, maar verloor met dezelfde cijfers van FC Aarau en werd zo vicekampioen. De volgende seizoenen slaagde de club er niet meer in om de eindronde te bereiken tot 1918/19. In de eindronde won de club beide wedstrijden en werd zo voor de eerste en enige maal landskampioen. De volgende seizoenen zwaaide Servette Genève de scepter en kon de club zich niet meer plaatsen voor de eindronde. De resultaten schommelden van de tweede plaats tot onderaan de rangschikking. Na 1930/31 werd de competitie van drie regionale groepen herleid naar twee regionale groepen. Etoile plaatste zich nipt, maar het volgende seizoen werd de club voorlaatste samen met Servette en een testwedstrijd moest besluiten welke club degradeerde. Servette won met 5-1 en Etoile degradeerde. Hierna slaagde de club er niet in om terug te keren. De club had ook veel concurrentie van stadsgenoot FC La Chaux-de-Fonds die nog zo'n 50 jaar in de eerste klasse kon blijven.
Na twee seizoenen degradeerde de club verder naar de derde klasse. In 1939 promoveerde de club terug en eindigde een aantal maal in de subtop en zakte dan weg in de middenmoot tot een nieuwe degradatie volgde in 1946. In 1949 keerde de club opnieuw terug en werd in het tweede seizoen gedeeld derde met Nordstern Basel en 8 punten achterstand op FC Bern en 21 op kampioen Grasshopper-Club, die 25 van de 26 wedstrijden won. Het volgende seizoen vocht de club tegen de degradatie en in 1952 trok de club zich terug uit de tweede klasse. Hierna verdween de club in de anonimiteit.

## Erelijst
- Landskampioen
  - 1919

## Geschiedenis
| Periode   | Niveau |
| --------- | ------ |
| 1909–1932 | I      |
| 1944–1946 | II     |
| 1949–1952 | II     |